# Gynoplistia (Gynoplistia) trifasciata
Gynoplistia (Gynoplistia) trifasciata is een tweevleugelige uit de familie steltmuggen (Limoniidae). De soort komt voor in het Australaziatisch gebied.